# Chachacomani (Batallas)
Chachacomani (auch Villa San Juan de Chachacomani) ist eine Ortschaft im Departamento La Paz im südamerikanischen Andenstaat Bolivien.

## Lage im Nahraum
Chachacomani ist zentraler Ort des Kanton Villa San Juan de Chachacomani im Municipio Batallas in der Provinz Los Andes. Die Ortschaft liegt auf einer Höhe von 4009 m am Río Keka, der von den Hängen der Cordillera Real in südwestlicher Richtung in die Ebene von Achacachi fließt und in den Golf von Achacachi mündet.

## Geographie
Chachacomani liegt auf dem bolivianischen Altiplano im Becken des Titicacasees, zwischen den Anden-Gebirgsketten der Cordillera Occidental im Westen und der Cordillera Central im Osten. Das Klima in der Region leitet sich ab aus der Höhenlage auf dem Altiplano und der Nähe zur großen Wasserfläche des Titicacasees, der die Temperaturschwankungen abmildert. Bedingt durch die Höhenlage und über weite Strecken des Jahres geringe Bewölkung herrscht in der Region ein typisches Tageszeitenklima, bei dem die mittleren Temperaturschwankungen im Tagesverlauf deutlicher ausfallen als im Ablauf der Jahreszeiten.
Die Jahresdurchschnittstemperatur liegt bei 11 °C (siehe Klimadiagramm Achacachi), wobei der Monatsdurchschnitt im kältesten Monat (Juli) mit 8 °C nur wenig vom wärmsten Monat (November bis März) mit 12 °C abweicht. Das Klima ist arid von Juni bis August mit nur sporadischen Niederschlägen, und es ist humid in den Sommermonaten, vor allem von Dezember bis März, mit Monatsniederschlägen von teilweise mehr als 100 mm. Der Jahresniederschlag liegt bei etwa 600 mm.

## Verkehrsnetz
Chachacomani liegt in einer Entfernung von 74 Straßenkilometern nordwestlich von La Paz, der Hauptstadt des gleichnamigen Departamentos.
Von La Paz führt die Nationalstraße Ruta 2 über El Alto und Villa Vilaque in nordwestlicher Richtung bis Patamanta und Palcoco. Drei Kilometer hinter Palcoco zweigt eine unbefestigte Landstraße nach Norden ab und erreicht nach zwölf Kilometern Peñas und nach weiteren sechzehn Kilometern über Coromata Alta die Ortschaft Villa San Juan de Chachacomani.

## Bevölkerung
Die Einwohnerzahl der Ortschaft ist im vergangenen Jahrzehnt leicht angestiegen:
| Jahr | Einwohner         | Quelle       |
| ---- | ----------------- | ------------ |
| 1992 | keine Detaildaten | Volkszählung |
| 2001 | 229               | Volkszählung |
| 2012 | 255               | Volkszählung |
| 2024 |                   | Volkszählung |

Die Bevölkerung der Region gehört vor allem dem indigenen Volk der Aymara an. Bei der Volkszählung 2012 hatte der Kanton Huarina 7.162 Einwohner.